# Mhasla
Mhasla är en ort i Indien.   Den ligger i distriktet Raigarh och delstaten Maharashtra, i den sydvästra delen av landet, 1 200 km söder om huvudstaden New Delhi. Mhasla ligger 25 meter över havet och antalet invånare är 9 331.
Terrängen runt Mhasla är huvudsakligen kuperad, men åt nordväst är den platt. Mhasla ligger nere i en dal. Runt Mhasla är det ganska tätbefolkat, med 185 invånare per kvadratkilometer. Närmaste större samhälle är Srīvardhan, 14,0 km sydväst om Mhasla. I omgivningarna runt Mhasla växer huvudsakligen savannskog.